# Santo Domingo de Silos
Pour les articles homonymes, voir Santo Domingo et Santo Domingo de Silos (Espagne).
Santo Domingo de Silos, ou plus simplement Silos, est une municipalité située dans le département de Norte de Santander en Colombie.